# محمود محيطي
محمود محيطي (محمود شي تشانغ) (بالأويغورية: مەھمۇت مۇھىتى)‏، (1887- 1945)، كان نائب رئيس المنطقة العسكرية في كاشغر، وكلن ممن عارض قيام شنغ شيكاي بالتطهير العرقي ضد مسلمي الأويغور سنة 1937 خلال التمرد في تركستان الشرقية.
كان محيطي مستاءً من زيادة التدخل السوفياتي في حكم إقليم سنجان، فحاول شنغ شيكاي اعتقال محيطي، ولكنه محيطي فر إلى سريناغار في الهند، ثم ذهب إلى الحج في مكة في العام التالي.
وقيل إنه ذهب إلى اليابان عبر باخرة من الهند وطلب الإمبراطور الياباني المساعدة لتحرير تركستان الشرقية، وأن الإمبراطور أعطاه الأوامر لغزو الصين في عام 1937، حيث يعرف بأنه وزير الحرب في جمهورية تركستان الشرقية الأولى. توفي محيطي بنوبة قلبية في شيان في الصين في عام 1945.